# María Mercedes Reyes Abrego
Maria Mercedes Reyes Abrego va ser una heroïna i màrtir de la Independència de Colòmbia, nascuda a Cúcuta, morta a la mateixa ciutat el 1813. Col·laboradora dels exèrcits republicans, treballava com a brodadora i artesana quan el 1813 li va regalar al libertador Simón Bolivar una casaca de brigadier brodada en or per ella mateixa com a símbol de la seva admiració i estima. Aquest mateix any va ser capturada i decapitada davant dels seus dos fills.

## Biografia
Quan va començar la guerra d’independència, Abrego va donar el seu suport als combatents per la llibertat. Era una fervent admiradora de Simón Bolívar, a qui va conèixer durant les campanyes militars d’aquest a Cúcuta. Va treballar activament amb els exèrcits patriòtics que lluitaven a la vall de Cucuta contra les forces colonials espanyoles de Ramón Correa i Bartolomé Lizón. Quan Bolívar organitzava les seves tropes a principis del 1813, Abrego el va obsequiar amb un abric brodat en or i lluentons que ella mateixa havia fet,i deixant lliure el pas de Magdalena Medio, permetent la navegació entre Bogotá i Cartagena, començant la ‘Campaya Admirable’ durant la Primera República.
A través dels seus nombrosos contactes, va mantenir comunicacions secretes amb el general Francisco de Paula Santander, assessorant-lo sobre els moviments de l'exèrcit reialista. La xarxa d'informació d'Abrego va contribuir a les victòries de Santander a San Faustino i Capacho, contra les tropes de Matute i Cañas.
Després que Santander fos derrotat a les planes de Carrillo l'octubre de 1813, el comandant espanyol Bartolomé Lizón va ocupar Cucuta i va capturar Abrego. Va ser acusada de conspirar contra l'exèrcit colonial i d'ajudar i incitar a la guerrilla revolucionària amb la traïció de dos joves coneguts com ‘Los Catires’, que van ser Francisco de Paula de la Cruz y Juan de la Cruz, fills de l'esclava Dorotea. La seva sentència de mort es va dur a terme el 21 d'octubre de 1813.

## Llegat
La Cruz, un poble de la província Norte de Santander va canviar el seu nom per Abrego en motiu de la promulgació d'una Llei del 5 de 1920, que ordenava el canvi de noms homònims en alguns municipis colombians. L'assemblea del Norte de Santander va emetre l'ordenança Número 32 del 14 de abril de 1930 a través de la qual se li donava el nom d'Abrego en honor de l'heroïna sacrificada el 1813.
Una estàtua en bronze va ser esculpida per Victor Bisagne, artista italià que va enviar l'estàtua de la bordadora de Bolivar a través del Llac de Maracaibo. La seva figura descalça i amb les mans emmanillades es troba al barri de El Llanito sobre un pedestal de granit que vol mostrar el moment exacte en que anava a ser assassinada per teixir un brodat significat per la independència de les colònies americanes del nord.
José Marti va llegir un discurs a la Sociedad Hispanoamericana en honor de Simon Bolivar el 28 d'octubre de 1893 a Nova York rememorant la patriota colombiana que deia
| «                                                                          | […] Mercedes Abrego, de trenzas hermosas, a quien cortaron la cabeza porque bordó, en su oro más fino, el uniforme del libertador […] | » |
| — N.Sarabia, Revista de la Biblioteca Nacional José Martí, 2014. p 186-187 | |   |